# Victor Anichebe
Victor Chinedu Anichebe, född 23 april 1988 i Lagos, är en nigeriansk fotbollsspelare som spelar för kinesiska Beijing Beitida. Han värvades av laget 23 juni 2017.

## Statistik
| Klubb   | Säsong    | Ligan   | Ligan | FA-cupen | FA-cupen | Ligacupen | Ligacupen | Europa  | Europa | Totalt  | Totalt |
| Klubb   | Säsong    | Matcher | Mål   | Matcher  | Mål      | Matcher   | Mål       | Matcher | Mål    | Matcher | Mål    |
| ------- | --------- | ------- | ----- | -------- | -------- | --------- | --------- | ------- | ------ | ------- | ------ |
| Everton | 2011/2012 | 6       | 3     | 2        | 0        | 1         | 1         | 0       | 0      | 9       | 4      |
| Everton | 2010/2011 | 16      | 0     | 3        | 0        | 0         | 0         | 0       | 0      | 18      | 0      |
| Everton | 2009/2010 | 11      | 1     | 0        | 0        | 0         | 0         | 0       | 0      | 11      | 1      |
| Everton | 2008/2009 | 17      | 1     | 0        | 0        | 0         | 0         | 1       | 0      | 3       | 1      |
| Everton | 2007/2008 | 26      | 1     | 1        | 0        | 4         | 0         | 8       | 4      | 31      | 5      |
| Everton | 2006/2007 | 19      | 3     | 1        | 0        | 3         | 1         | -       | -      | 23      | 4      |
| Everton | 2005/2006 | 2       | 1     | 1        | 0        | -         | -         | -       | -      | 3       | 1      |
| Everton | Totalt    | 97      | 10    | 8        | 0        | 8         | 2         | 9       | 4      | 122     | 16     |